# Vibia Aurelia Sabina
Vibia Aurelia Sabina (Sirmio, 170/171 – Ippona, post 217) è stata probabilmente l'ultima dei quattordici figli dell'imperatore Marco Aurelio e di sua moglie Faustina Minore, nipote di Antonino Pio e Faustina Maggiore.
Nacque tre anni prima del soggiorno del padre Marco, insieme ad Erode Attico, a Sirmium, secondo quanto ci racconta Lucio Flavio Filostrato. Sabina fu la più giovane e la più longeva dei figli di Marco Aurelio. Sposò un senatore, Lucio Antistio Burro, che complottò contro il fratello di Vibia, Commodo, assieme alla sorella Lucilla e al figlio di Cornificia, e venne fatto uccidere; successivamente sposò un liberto di origine greca, che era diventato membro dell'ordine equestre. Trascorse la sua vita, divenendo patrona con molti clientes, a Thiblis, sobborgo di Ippona, nel nord Africa e morì dopo la fine del regno di Caracalla.

## Ascendenza
|                          |                            |                          | Genitori                           |  |  | Nonni |  |  | Bisnonni                 |  |  | Trisnonni              |  |
|                          |                            |                          |                                    |  |  |       |  |  | Console Marco Annio Vero |  |  | Marco Annio Vero Minor |  |
|                          |                            |                          |                                    |  |  |       |  |  | Console Marco Annio Vero |  |  | Marco Annio Vero Minor |  |
|                          |                            | …                        |                                    |  |  |       |  |  | Console Marco Annio Vero |  |  |                        |  |
| Pretore Marco Annio Vero |                            |                          |                                    |  |  |       |  |  | Console Marco Annio Vero |  |  |                        |  |
|                          |                            | Rupilia Faustina         | Lucio Scribonio Rupilio Frugi Bono |  |  |       |  |  |                          |  |  |                        |  |
|                          |                            | Rupilia Faustina         | Lucio Scribonio Rupilio Frugi Bono |  |  |       |  |  |                          |  |  |                        |  |
|                          |                            | Rupilia Faustina         | Salonina Matidia                   |  |  |       |  |  |                          |  |  |                        |  |
| Marco Aurelio            |                            | Rupilia Faustina         |                                    |  |  |       |  |  |                          |  |  |                        |  |
|                          |                            | Tullio Domizio Calvisio  | …                                  |  |  |       |  |  |                          |  |  |                        |  |
|                          |                            | Tullio Domizio Calvisio  | …                                  |  |  |       |  |  |                          |  |  |                        |  |
|                          |                            | Tullio Domizio Calvisio  | …                                  |  |  |       |  |  |                          |  |  |                        |  |
| Domizia Lucilla          |                            | Tullio Domizio Calvisio  |                                    |  |  |       |  |  |                          |  |  |                        |  |
|                          |                            | Domitia Lucilla Maggiore | …                                  |  |  |       |  |  |                          |  |  |                        |  |
|                          |                            | Domitia Lucilla Maggiore | …                                  |  |  |       |  |  |                          |  |  |                        |  |
|                          |                            | Domitia Lucilla Maggiore | …                                  |  |  |       |  |  |                          |  |  |                        |  |
| Vibia Aurelia Sabina     |                            | Domitia Lucilla Maggiore |                                    |  |  |       |  |  |                          |  |  |                        |  |
|                          | Console Tito Aurelio Fulvo | …                        |                                    |  |  |       |  |  |                          |  |  |                        |  |
|                          | Console Tito Aurelio Fulvo | …                        |                                    |  |  |       |  |  |                          |  |  |                        |  |
|                          | Console Tito Aurelio Fulvo | …                        |                                    |  |  |       |  |  |                          |  |  |                        |  |
| Antonino Pio             | Console Tito Aurelio Fulvo |                          |                                    |  |  |       |  |  |                          |  |  |                        |  |
|                          |                            | Arria Fadilla            | …                                  |  |  |       |  |  |                          |  |  |                        |  |
|                          |                            | Arria Fadilla            | …                                  |  |  |       |  |  |                          |  |  |                        |  |
|                          |                            | Arria Fadilla            | …                                  |  |  |       |  |  |                          |  |  |                        |  |
| Faustina Minore          |                            | Arria Fadilla            |                                    |  |  |       |  |  |                          |  |  |                        |  |
|                          |                            | Console Marco Annio Vero | Marco Annio Vero Minor             |  |  |       |  |  |                          |  |  |                        |  |
|                          |                            | Console Marco Annio Vero | Marco Annio Vero Minor             |  |  |       |  |  |                          |  |  |                        |  |
|                          |                            | Console Marco Annio Vero | …                                  |  |  |       |  |  |                          |  |  |                        |  |
| Faustina Maggiore        |                            | Console Marco Annio Vero |                                    |  |  |       |  |  |                          |  |  |                        |  |
|                          |                            | Rupilia Faustina         | Lucio Scribonio Rupilio Frugi Bono |  |  |       |  |  |                          |  |  |                        |  |
|                          |                            | Rupilia Faustina         | Lucio Scribonio Rupilio Frugi Bono |  |  |       |  |  |                          |  |  |                        |  |
|                          |                            | Rupilia Faustina         | Salonina Matidia                   |  |  |       |  |  |                          |  |  |                        |  |
|                          |                            | Rupilia Faustina         |                                    |  |  |       |  |  |                          |  |  |                        |  |